# Eupatorium tacaquirense
Eupatorium tacaquirense là một loài thực vật có hoa trong họ Cúc. Loài này được (Hieron.) B.L.Rob. mô tả khoa học đầu tiên năm 1930.